# 삼계중학교 (경남)
삼계중학교(三溪中學校)는 대한민국 경상남도 창원시 마산회원구 내서읍 삼계리에 있는 공립 중학교이다.

## 학교 연혁
- 2001년 3월 1일 : 삼계중학교 설립 인가(30학급)
- 2001년 3월 5일 : 5학급 입학(남 123명, 여 88명 계 211명)
- 2021년 9월 1일 : 제8대 공효순 교장 취임
- 2022년 12월 29일 : 제20회 졸업식(남 111명, 여 111명 계 222명, 누적 졸업생수 7,512명)
- 2023년 3월 2일 : 제23회 입학식(남 95명, 여 99명 계 194명)

## 참고 자료
- 삼계중학교 - 한국교육학술정보원 학교알리미